# Mack Rides

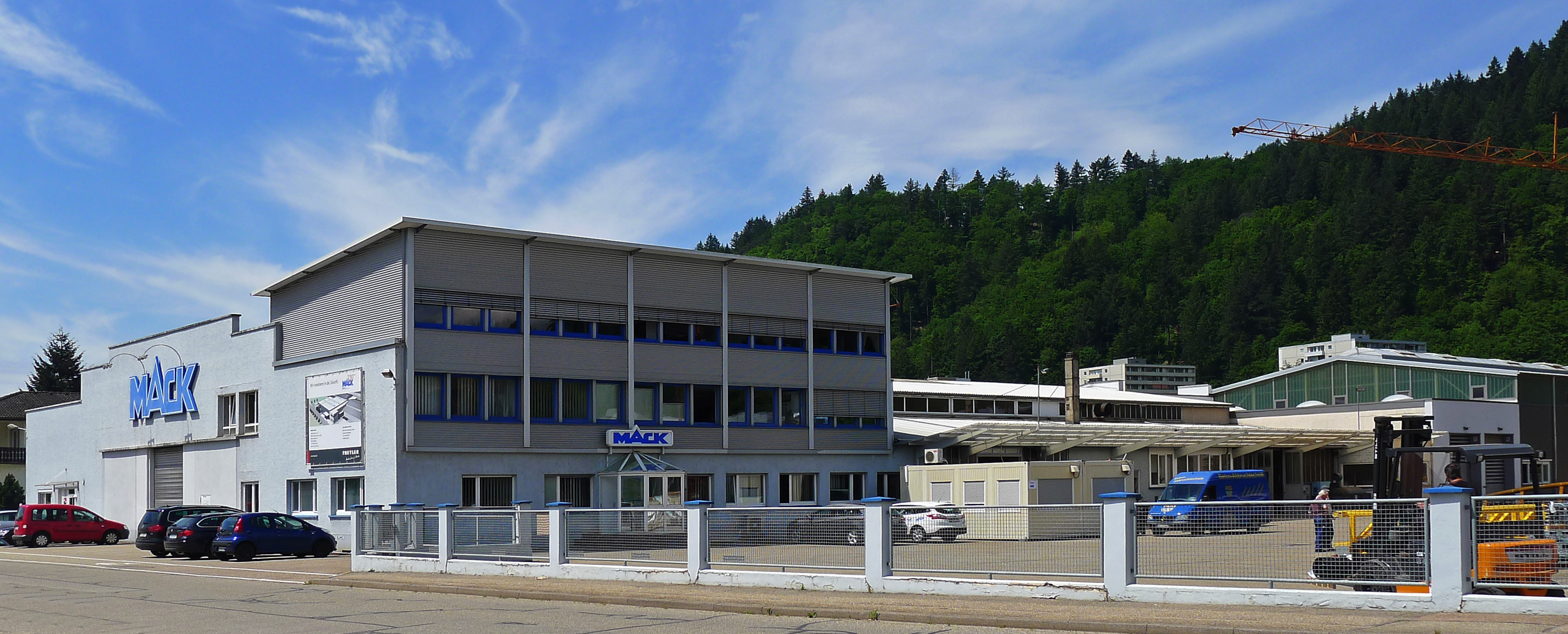
Firmensitz in Waldkirch

Die Mack Rides GmbH & Co KG (früher: Heinrich Mack GmbH & Co. KG) ist ein Familienunternehmen im badischen Waldkirch bei Freiburg und einer der Marktführer in der Entwicklung und Produktion von Freizeitparkattraktionen.

## Geschichte

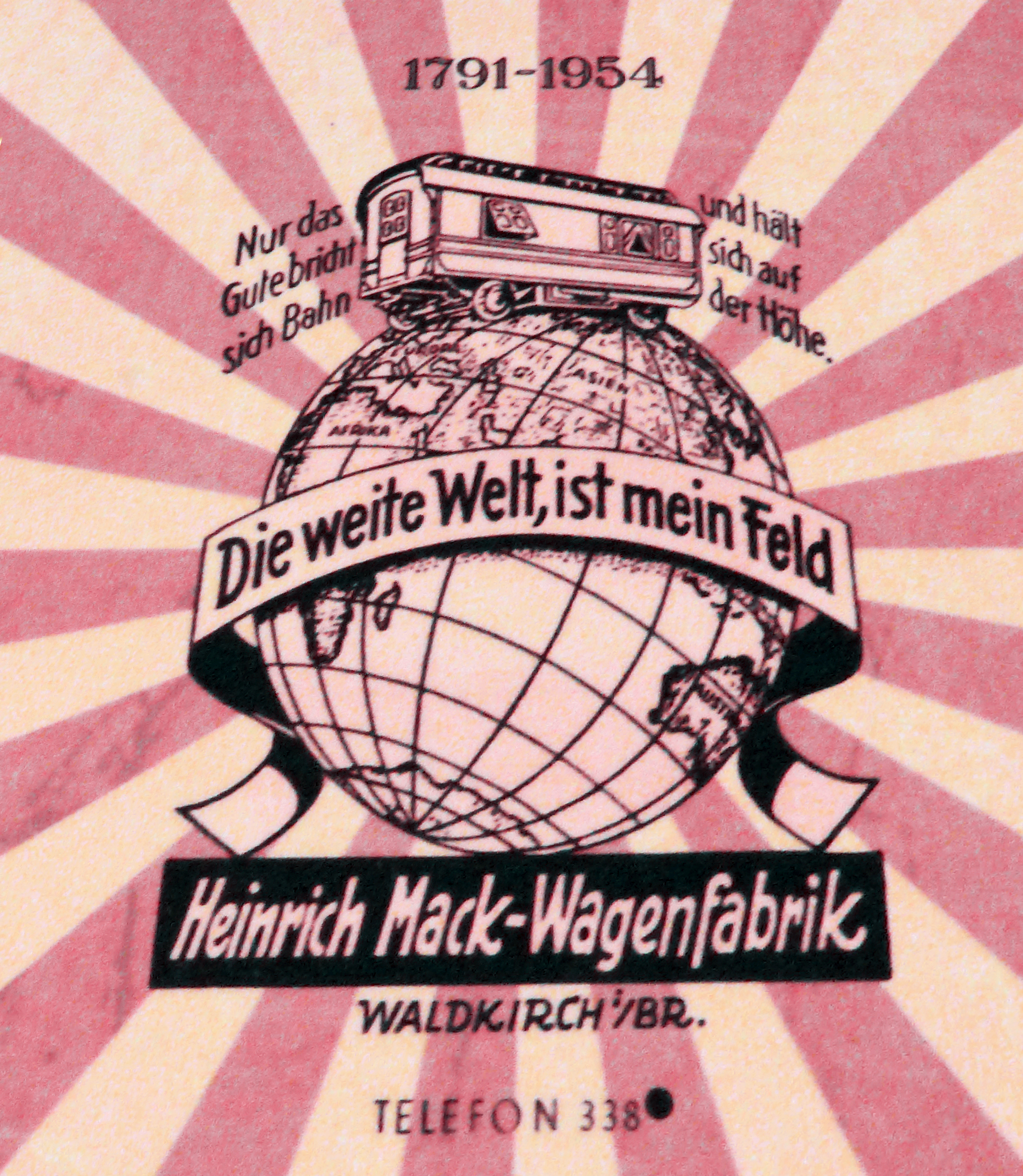
Mack-Logo, 1954

Das Unternehmen wurde 1780 durch Paul Mack gegründet und widmete sich zunächst dem Bau von Fuhrwagen und Postkutschen. Nachdem 1880 ein Wagen zum Transport einer Orgel gebaut wurde, begann man mit dem Aufbau und der Weiterentwicklung des Wagenbaus für Schausteller und Zirkusunternehmer. 1920 stieg das Unternehmen Mack in den Bau von Fahrgeschäften für Jahrmärkte ein. 1921 wurde die erste Holzachterbahn der Firma fertiggestellt, 1936 folgte die erste Benzinbahn und 1951 die erste Bobbahn aus Holz. Ab 1952 erhöhte sich der Absatz der Firma in die USA stark. Im Jahr 1957 entstand der Prototyp der „Wilden Maus“, heute ein bekannter Achterbahntyp auf Jahrmärkten und Volksfesten. Die damalige Neuentwicklung war aber im Gegensatz zu den heutigen Stahlmodellen ebenfalls noch aus Holz.
1975 fand die Eröffnung des Europa-Parks in Rust durch Franz Mack und dessen Sohn Roland statt. Inzwischen ist der Europa-Park der größte Freizeitpark Deutschlands.
2005 wurde die Heinrich Mack GmbH in Mack Rides umbenannt und ist heute eines der führenden Unternehmen im Bereich Freizeitparkattraktionen.
Ende 2018 verlagerte die Firma einen Teil der Schienen- und Fahrzeugfertigung nach Herbolzheim, da in Waldkirch keine Erweiterungsmöglichkeit gefunden werden konnte, Herbolzheim liegt zwischen Waldkirch und Rust, die beide 25 km Luftlinie auseinanderliegen.

## Fahrgeschäftsmodelle

### Bobbahn
| Name              | Park                  | Land                   | Öffnungsjahr | Schließungsjahr |
| ----------------- | --------------------- | ---------------------- | ------------ | --------------- |
| Schweizer Bobbahn | Europa-Park           | Deutschland            | 1985         |                 |
| Reptilian         | Kings Dominion        | Vereinigte Staaten     | 1988         |                 |
| Avalanche         | Pleasure Beach Resort | Vereinigtes Königreich | 1988         |                 |
| Munich Autobahn   | Kobe Portopialand     | Japan                  | 1991         | 2006            |
| Bobbahn           | Heide-Park            | Deutschland            | 1994         |                 |
| Trace Du Hourra   | Parc Astérix          | Frankreich             | 2001         |                 |

### Wilde Maus
| Name                                                                | Modell                              | Park                                                             | Land                                        | Öffnungsjahr                            |
| ------------------------------------------------------------------- | ----------------------------------- | ---------------------------------------------------------------- | ------------------------------------------- | --------------------------------------- |
| Wild Mouse                                                          | Wilde Maus (compact mobile)         | Magic Land                                                       | Ägypten                                     | 1996                                    |
| Wild Mouse lifthill right                                           | Wilde Maus (compact mobile)         | Nagashima Spa Land                                               | Japan                                       | 1996                                    |
| Wild Mouse lifthill left                                            | Wilde Maus (compact mobile)         | Nagashima Spa Land                                               | Japan                                       | 1996                                    |
| Speedy Bob lifthill left                                            | Wilde Maus (compact mobile)         | Bobbejaanland                                                    | Belgien                                     | 1998                                    |
| Matterhorn-Blitz                                                    | Wilde Maus (custom)                 | Europa-Park                                                      | Deutschland                                 | 1999                                    |
| Taunusblitz                                                         | Wilde Maus (compact mobile)         | Taunus Wunderland                                                | Deutschland                                 | 1999 hergestellt 1995                   |
| Fly                                                                 | Wilde Maus (large park)             | Canada’s Wonderland                                              | Kanada                                      | 1999                                    |
| Wild Mouse                                                          | Wilde Maus (compact mobile)         | Hersheypark                                                      | Vereinigte Staaten                          | 1999                                    |
| Ghost Chasers Mad Manor Tom and Jerry’s Mouse in the House          | Wilde Maus (compact park)           | Movie Park Germany                                               | Deutschland                                 | 2000                                    |
| Goofy’s Sky School Mulholland Madness                               | Wilde Maus (custom)                 | Disney California Adventure Park                                 | Vereinigte Staaten                          | 2001                                    |
| Technic Coaster                                                     | Wilde Maus (large park)             | Legoland California                                              | Vereinigte Staaten                          | 2001                                    |
| Apple Zapple Ricochet                                               | Wilde Maus (large park)             | Kings Dominion                                                   | Vereinigte Staaten                          | 2007 2002–2017                          |
| X-Treme Racers                                                      | Wilde Maus (large park)             | Legoland Billund                                                 | Dänemark                                    | 2002                                    |
| Ricochet                                                            | Wilde Maus (compact park)           | Carowinds                                                        | Vereinigte Staaten                          | 2002                                    |
| Sand Serpent (vorher Cheetah Chase) Wild Maus                       | Wilde Maus (compact mobile)         | Busch Gardens Tampa Busch Gardens Williamsburg                   | Vereinigte Staaten                          | 2004 1996–2003                          |
| Descente en Schlitt' Schlitt’Express                                | Wilde Maus (compact mobile, rev. 2) | Nigloland                                                        | Frankreich                                  | 2020 2007–2019                          |
| Dark Knight                                                         | Wilde Maus (compact mobile, rev. 2) | Six Flags Great America                                          | Vereinigte Staaten                          | 2008                                    |
| Dark Knight                                                         | Wilde Maus (compact mobile, rev. 2) | Six Flags Great Adventure                                        | Vereinigte Staaten                          | 2008                                    |
| Dark Knight                                                         | Wilde Maus (compact mobile, rev. 2) | Six Flags México Six Flags New England                           | Vereinigte Staaten                          | 2009 bis 2008                           |
| Vértigo Speedy Bob lifthill right                                   | Wilde Maus (compact mobile)         | Parque de Atracciones de Madrid Bobbejaanland                    | Spanien                                     | 2009 1998–2008                          |
| Tiger Express Flying Dutchman Gold Mine                             | Wilde Maus (compact park)           | Mer de Sable Walibi Holland                                      | Frankreich Niederlande                      | 2011 2000–2012                          |
| Great Lego Race (vorher: Lego Technic Test Track) Jungle Coaster    | Wilde Maus (large park)             | Legoland Florida Legoland Windsor                                | Vereinigte Staaten Vereinigtes Königreich   | 2011 2004–2009                          |
| Wilde Maus Zig Zag                                                  | Wilde Maus (compact mobile)         | Freizeit-Land Geiselwind Sommerland Syd Toverland Walygator Parc | Deutschland Dänemark Niederlande Frankreich | 2011–2011 2010–2010 2004–2004 2003–2003 |
| Vilde Mus                                                           | Wilde Maus (compact mobile, rev. 2) | Bakken                                                           | Dänemark                                    | 2012                                    |
| Great Lego Race Projekt X                                           | Wilde Maus (large park)             | Legoland Malaysia                                                | Malaysia                                    | 2018 2012–2017                          |
| Coast Rider                                                         | Wilde Maus (large park)             | Knott’s Berry Farm                                               | Vereinigte Staaten                          | 2013                                    |
| Wild Mouse unbekannt Wild Mouse                                     | Wilde Maus (compact mobile)         | Antibes Land Walygator Grand Est Expoland                        | Frankreich Japan                            | 2014 eingelagert 1996–2007              |
| Sharolet                                                            | Wilde Maus (compact mobile, rev. 2) | Sochi Park Adventureland                                         | Russland                                    | 2014                                    |
| Das Große LEGO Rennen Projekt X–Test Strecke                        | Wilde Maus (large park)             | Legoland Deutschland                                             | Deutschland                                 | 2018 2002–2017                          |
| Scooby-Doo Spooky Coaster Next Generation Scooby-Doo Spooky Coaster | Wilde Maus (custom)                 | Warner Bros. Movie World                                         | Australien                                  | 2019 2002–2018                          |

### Wildwasserbahn, Wasserachterbahn, PowerSplash, SuperSplash & Rocking Boat
| Name                               | Modell           | Park                                | Land                         | Öffnungsjahr         | Besonderheiten |
| ---------------------------------- | ---------------- | ----------------------------------- | ---------------------------- | -------------------- | --- |
| Tiroler Wildwasserbahn             | Wildwasserbahn   | Europa-Park                         | Deutschland                  | 1978–2023 2024–jetzt | Zusammenarbeit mit Arrow Dynamics Nach Brand am 19. Juni 2023 außer Betrieb Nach Renovierung Neueröffnung am 14. Mai 2024 |
| Journey to Atlantis                | Wasserachterbahn | SeaWorld Orlando                    | Vereinigte Staaten           | 1998                 | |
| Poseidon                           | Wasserachterbahn | Europa-Park                         | Deutschland                  | 2000                 | Prototyp der Mack Rides Wasserachterbahn                                                                                  |
| SuperSplash                        | SuperSplash      | TusenFryd                           | Norwegen                     | 2003                 | |
| Journey to Atlantis                | Wasserachterbahn | SeaWorld San Diego                  | Vereinigte Staaten           | 2004                 | |
| Atlantica SuperSplash              | SuperSplash      | Europa-Park                         | Deutschland                  | 2005                 | |
| SuperSplash                        | SuperSplash      | Plopsaland Belgium                  | Belgien                      | 2006                 | |
| Montanha Russa                     | Wasserachterbahn | Aquashow Family Park                | Portugal                     | 2006                 | |
| Journey to Atlantis                | SuperSplash      | SeaWorld San Antonio                | Vereinigte Staaten           | 2007                 | |
| Armada Invencible Caribbean Splash | SuperSplash      | Formosan Aboriginal Culture Village | Taiwan                       | 2019 2008–2018       | |
| Skatteøen                          | Wasserachterbahn | Djurs Sommerland                    | Dänemark                     | 2011                 | |
| Storm Coaster                      | Wasserachterbahn | Sea World                           | Australien                   | 2013                 | |
| Walrus Splash                      | SuperSplash      | Ocean Kingdom                       | Volksrepublik China          | 2014                 | |
| Polar Explorer                     | Wasserachterbahn | Ocean Kingdom                       | Volksrepublik China          | 2014                 | |
| Aktium                             | SuperSplash      | Cinecitta World                     | Italien                      | 2014                 | |
| Pulsar                             | PowerSplash      | Walibi Belgium                      | Belgien                      | 2016                 | |
| Kraken’s Revenge                   | Wasserachterbahn | Desaru Coast Adventure Waterpark    | Malaysia                     | 2018                 | |
| Tiger Leaping Gorge                | SuperSplash      | Colourful Yunnan Paradise           | Volksrepublik China          | 2018                 | |
| Power Splash                       | PowerSplash      | Happy Valley (Shenzhen)             | Volksrepublik China          | 2019                 | |
| Unbekannt                          | PowerSplash      | Real Madrid World                   | Vereinigte Arabische Emirate | 2021 (Eingelagert)   | |
| Blu Power                          | PowerSplash      | Tetysblu Theme Park                 | Kasachstan                   | 2021                 | |
| SuperSplash                        | SuperSplash      | Le PAL                              | Frankreich                   | 2021                 | |
| Krampus Expédition                 | Wasserachterbahn | Nigoland                            | Frankreich                   | 2021                 | |
| Giant Splash                       | PowerSplash      | Lotte’s Magic Forest                | Südkorea                     | 2022                 | |
| Aquaman: Power Wave                | PowerSplash      | Six Flags Over Texas                | Vereinigte Staaten           | 2023                 | |
| Unbekannt                          | Wasserachterbahn | Happy Valley (Xi'an)                | Volksrepublik China          | 2023 (im Bau)        | |
| Fjord Explorer                     | Wasserachterbahn | Le Pal                              | Frankreich                   | 2024                 | |
| Unbekannt                          | PowerSplash      | Sunac Cultural Tourism City         | Volksrepublik China          | 2024 (im Bau)        | |
| Saw Mill Falls                     | Wasserachterbahn | Six Flags Qiddiya City              | Saudi-Arabien                | 2025 (im Bau)        | |
| Mission Bermudes                   | Rocking Boat     | Futuroscope                         | Frankreich                   | 2025                 | erstes Rocking Boat |
| Unbekannt                          | Wasserachterbahn | Freizeitpark Plohn                  | Deutschland                  | 2026 (im Bau)        | erste Wasserachterbahn mit einem Launch                                                                                   |

### Spinning Coaster
| Name                         | Park                                  | Land                         | Öffnungsjahr  |
| ---------------------------- | ------------------------------------- | ---------------------------- | ------------- |
| Euro-Mir                     | Europa-Park                           | Deutschland                  | 1997          |
| Sierra Sidewinder            | Knott’s Berry Farm                    | Vereinigte Staaten           | 2007          |
| Demon Slayer: Kimtetsu       | Universal Studios Japan               | Japan                        | 2010          |
| Twist                        | Le PAL                                | Frankreich                   | 2011          |
| Dwervelwind                  | Toverland                             | Niederlande                  | 2012          |
| Turbulence                   | Adventureland                         | Vereinigte Staaten           | 2015          |
| Dragon Express               | Oriental Neverland - Mountain Kingdom | Volksrepublik China          | 2016          |
| Cobra’s Curse                | Busch Gardens Tampa                   | Vereinigte Staaten           | 2016          |
| Spider-Man Doc Ock’s Revenge | IMG Worlds of Adventure               | Vereinigte Arabische Emirate | 2016          |
| Dancing Oscar                | Shinhwa Theme Park                    | Südkorea                     | 2017          |
| Storm Chaser                 | Paultons Park                         | Vereinigtes Königreich       | 2021          |
| Twin Spin                    | Enchanted Kingdom                     | Philippinen                  | 2021          |
| Rockin' Blu                  | Tetysblu Theme Park                   | Kasachstan                   | 2021          |
| Unbekannt                    | Legoland Korea                        | Südkorea                     | 2025 (im Bau) |
| Curse of the Werewolf        | Universal Epic Universe               | Vereinigte Staaten           | 2025 (im Bau) |

### Dunkelachterbahn
| Name                     | Park        | Land        | Öffnungsjahr |
| ------------------------ | ----------- | ----------- | ------------ |
| Capitale Express         | Méga Parc   | Kanada      | 1988         |
| Eurosat                  | Europa-Park | Deutschland | 1989–2017    |
| Spatiale Expérience      | Nigloland   | Frankreich  | 1998         |
| Eurosat – CanCan Coaster | Europa-Park | Deutschland | 2018         |

### Launch Coaster
Dieser Bahntyp beinhaltet mit der Eröffnung von Blue Fire im Europa-Park Rust die erste und damit gleich vier Inversionen in einer Mack-Achterbahn. Die Überschläge des Bahntyps wurden ruhig und komfortabel gestaltet, um Familienfreundlichkeit zu gewährleisten.

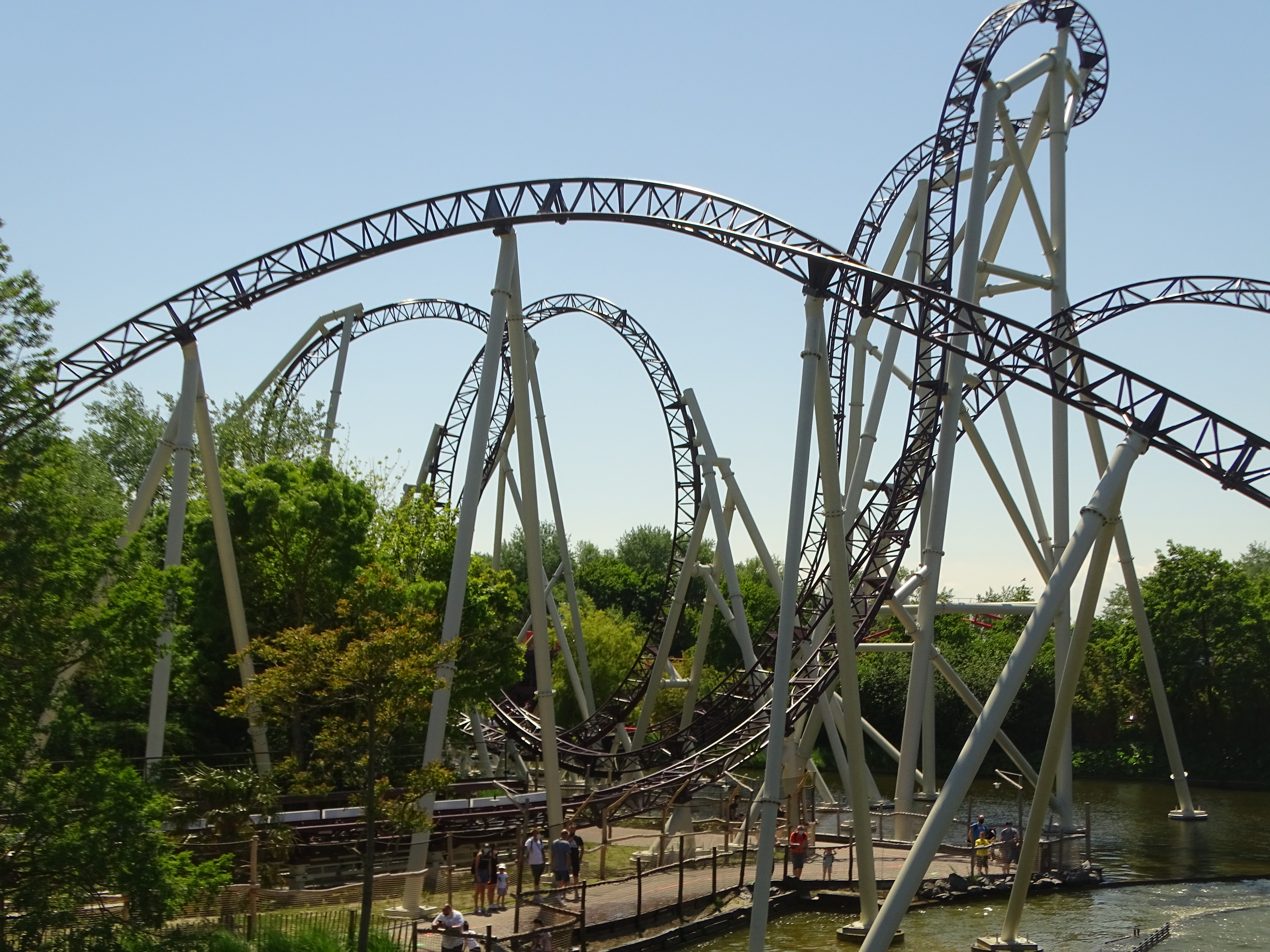
The Ride to Happiness im Plopsaland Belgium

| Name                                            | Modell                        | Park                               | Land                         | Öffnungsjahr  |
| ----------------------------------------------- | ----------------------------- | ---------------------------------- | ---------------------------- | ------------- |
| Blue Fire                                       | Launch Coaster Inversion      | Europa-Park                        | Deutschland                  | 2009          |
| Manta                                           | Launch Coaster                | SeaWorld San Diego                 | Vereinigte Staaten           | 2012          |
| Serpent Dragon (Blue Fire-Klon)                 | Launch Coaster Inversion      | Sochi Park                         | Russland                     | 2014          |
| Battle of Blue Fire (Blue Fire-Klon)            | Launch Coaster Inversion      | Euro Park                          | Volksrepublik China          | 2014          |
| Helix                                           | Launch Coaster Inversion      | Liseberg                           | Schweden                     | 2014          |
| Velikoluksky Miasokombinat (Blue Fire-Klon)     | Launch Coaster Inversion      | Wonder Island                      | Russland                     | 2015          |
| Velociraptor (Blue Fire-Klon)                   | Launch Coaster Inversion      | IMG Worlds of Adventure            | Vereinigte Arabische Emirate | 2016          |
| Star Trek Operation Enterprise                  | Launch Coaster Inversion      | Movie Park Germany                 | Deutschland                  | 2017          |
| Capitol Bullet Train                            | Launch Coaster Inversion      | Motiongate                         | Vereinigte Arabische Emirate | 2017          |
| Slinky Dog Dash                                 | Launch Coaster                | Disney’s Hollywood Studios         | Vereinigte Staaten           | 2018          |
| Icon                                            | Launch Coaster Inversion      | Pleasure Beach Resort              | Vereinigtes Königreich       | 2018          |
| Copperhead Strike                               | Launch Coaster Inversion      | Carowinds                          | Vereinigte Staaten           | 2019          |
| Launch Coaster (Blue Fire-Klon)                 | Launch Coaster Inversion      | Colourful Yunnan Paradise          | Volksrepublik China          | 2018          |
| Steam Racers (Blue Fire-Klon)                   | Launch Coaster Inversion      | Wuxi Sunac Land                    | Volksrepublik China          | 2019          |
| Blue Fire (Blue Fire-Klon)                      | Launch Coaster Inversion      | Xuzhou Paradise                    | Volksrepublik China          | 2020          |
| Steel Taipan                                    | Launch Coaster Inversion      | Dreamworld Australia               | Australien                   | 2021          |
| Giant Digger (Blue Fire-Klon)                   | Launch Coaster Inversion      | Lotte’s Magic Forest               | Südkorea                     | 2022          |
| Beyond the Cloud                                | Launch Coaster Inversion      | Suzhou Amusement Land Forest World | Volksrepublik China          | 2022          |
| Bravest Warrior Roller Coaster (Blue Fire-Klon) | Launch Coaster Inversion      | Xuzhou Amusement Land              | Volksrepublik China          | 2022          |
| Unbekannt                                       | -                             | Aquashow Family Park               | Portugal                     | 2025 (im Bau) |
| Stardust Racers                                 | Dual Launch Coaster Inversion | Universal Epic Universe            | Vereinigte Staaten           | 2025 (im Bau) |

### Mega Coaster & Hyper Coaster

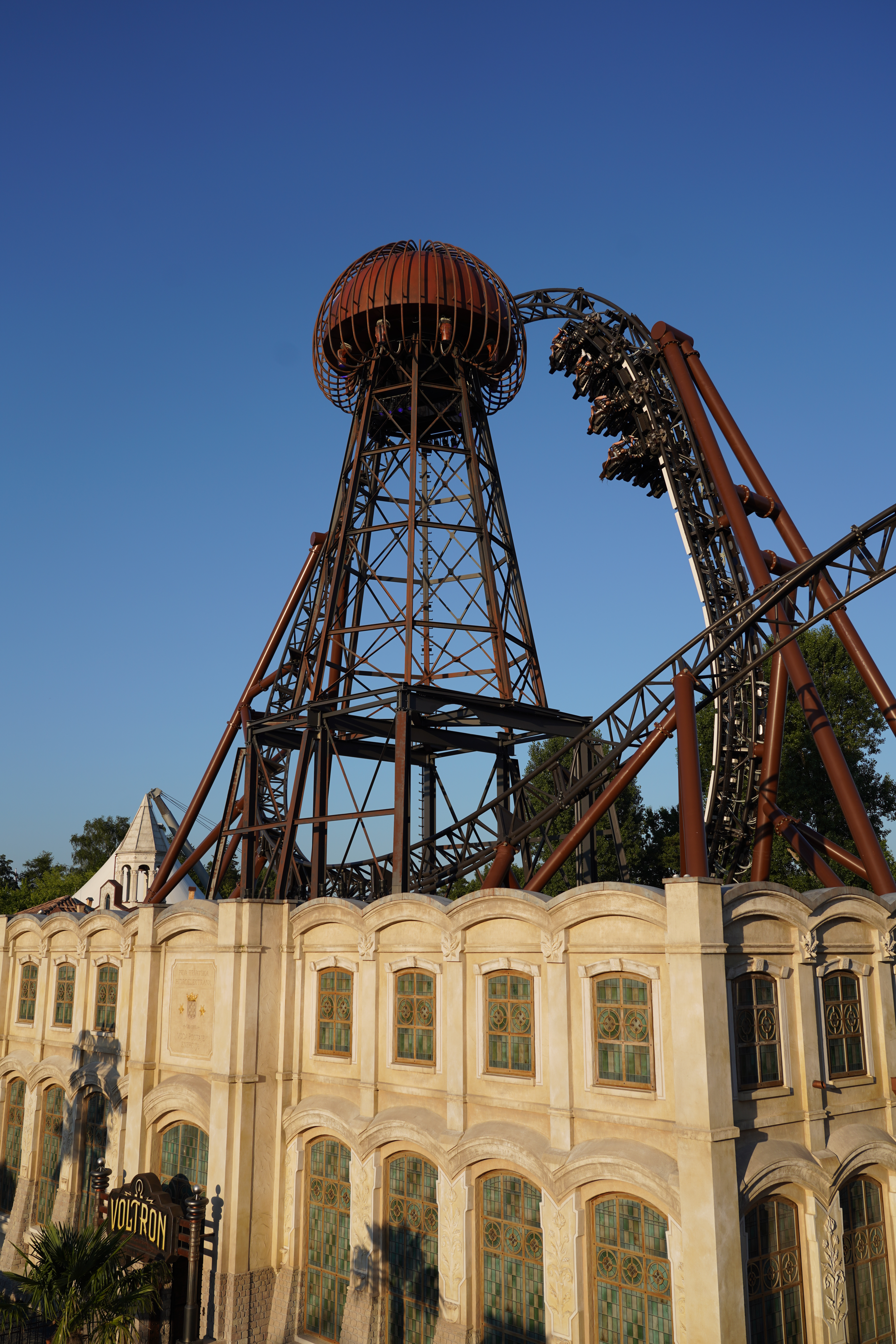
Voltron Nevera im Europa-Park

| Name                   | Modell                               | Park                        | Land                         | Öffnungsjahr       |
| ---------------------- | ------------------------------------ | --------------------------- | ---------------------------- | ------------------ |
| Storm                  | Mega Coaster Inversion               | Etnaland                    | Italien                      | 2013               |
| Alpina Blitz           | Mega Coaster                         | Nigloland                   | Frankreich                   | 2014               |
| Flash                  | Hyper Coaster Inversion              | Lewa Happy World            | Volksrepublik China          | 2016               |
| DC Rivals HyperCoaster | Hyper Coaster                        | Warner Bros. Movie World    | Australien                   | 2017               |
| Hyper Coaster          | Hyper Coaster Inversion (Flash-Klon) | Land of Legends Theme Park  | Türkei                       | 2018               |
| Unbekannt              | Hyper Coaster                        | Real Madrid World           | Vereinigte Arabische Emirate | 2021 (Eingelagert) |
| Hyperia                | Hyper Coaster Inversion              | Thorpe Park                 | Vereinigtes Königreich       | 2024               |
| Unbekannt              | Hyper Coaster                        | Sunac Cultural Tourism City | Volksrepublik China          | 2024 (im Bau)      |

### Splash Battle
| Name                                            | Park                    | Land                   | Öffnungsjahr |
| ----------------------------------------------- | ----------------------- | ---------------------- | ------------ |
| Whale Adventures – Northern Lights              | Europa-Park             | Deutschland            | 2010         |
| Käpt’n Nicks Piratenschlacht                    | Legoland Günzburg       | Deutschland            | 2007         |
| Wasserschlacht im Reich des T-Rex               | Rasti-Land              | Deutschland            | 2007         |
| Battle Galleons (Munity Bay)                    | Alton Towers            | Vereinigtes Königreich | 2008         |
| ToPiLauLa-Schlacht (Bucht der Totenkopfpiraten) | Heide-Park              | Deutschland            | 2010         |
| Pirates Attack                                  | Fraispertuis City       | Frankreich             | 2011         |
| Tom & Hucks River Blast                         | Silver Dollar City      | Vereinigte Staaten     | 2010         |
| Buccaneer Battle                                | Six Flags Great America | Vereinigte Staaten     | 2009         |
| Castaway Bay                                    | Sea World               | Australien             | 2010         |
| Wickie The Battle                               | Plopsaland Belgium      | Belgien                | 2013         |
| Angkor                                          | Port Aventura           | Spanien                | 2014         |
| Alligator Baie                                  | Le PAL                  | Frankreich             | 2014         |
| Wickieland – Splash Battle                      | Plopsaland Deutschland  | Deutschland            | 2021         |

## Sonstiges
Mack Rides entwickelte die „Floating Chairs“, ein Trackless-Dark-Ride-System, das die zugrundeliegende Technik des Erlebnisrestaurants Eatrenalin darstellt.

## Galerie

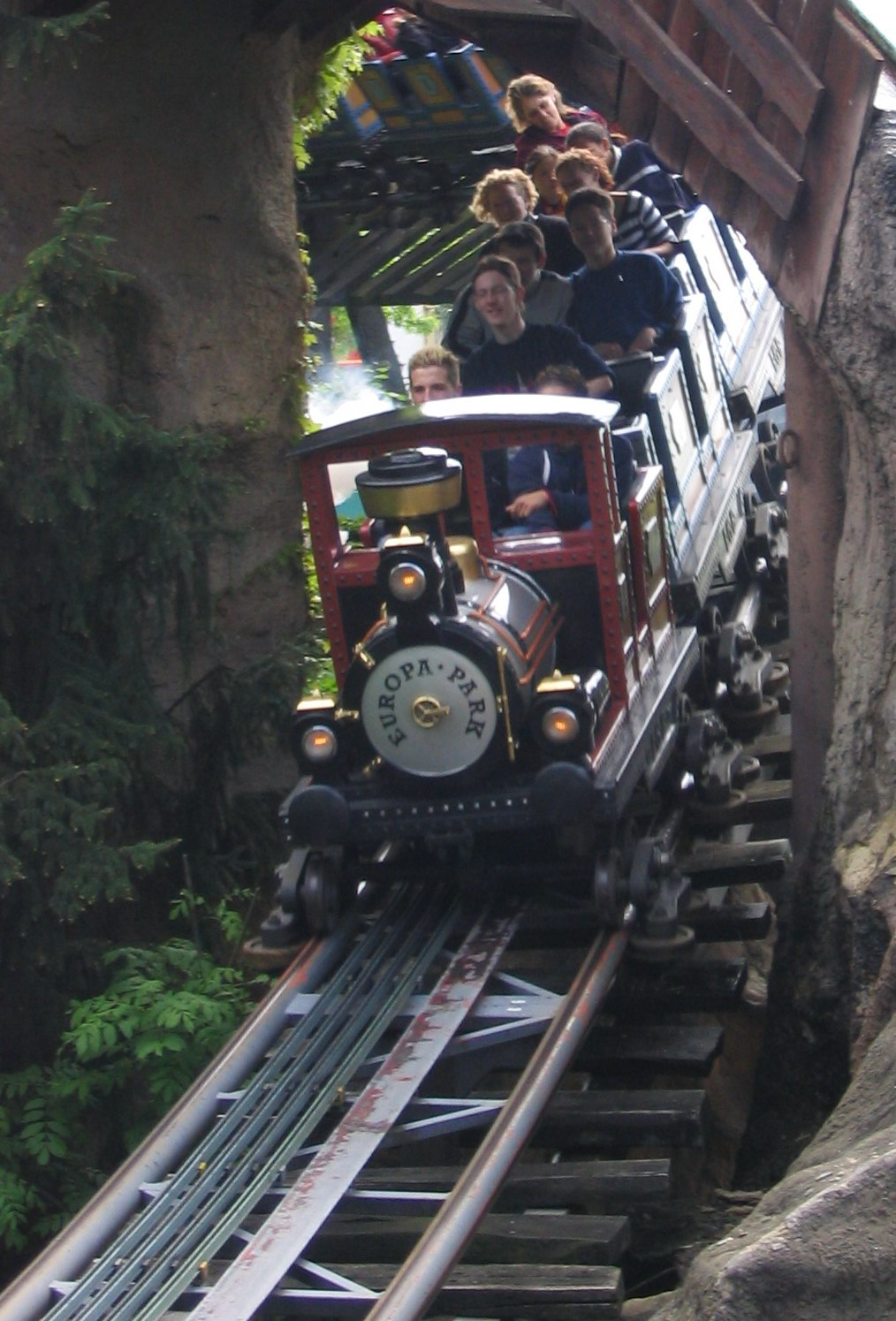
Alpenexpress Enzian im Europa-Park
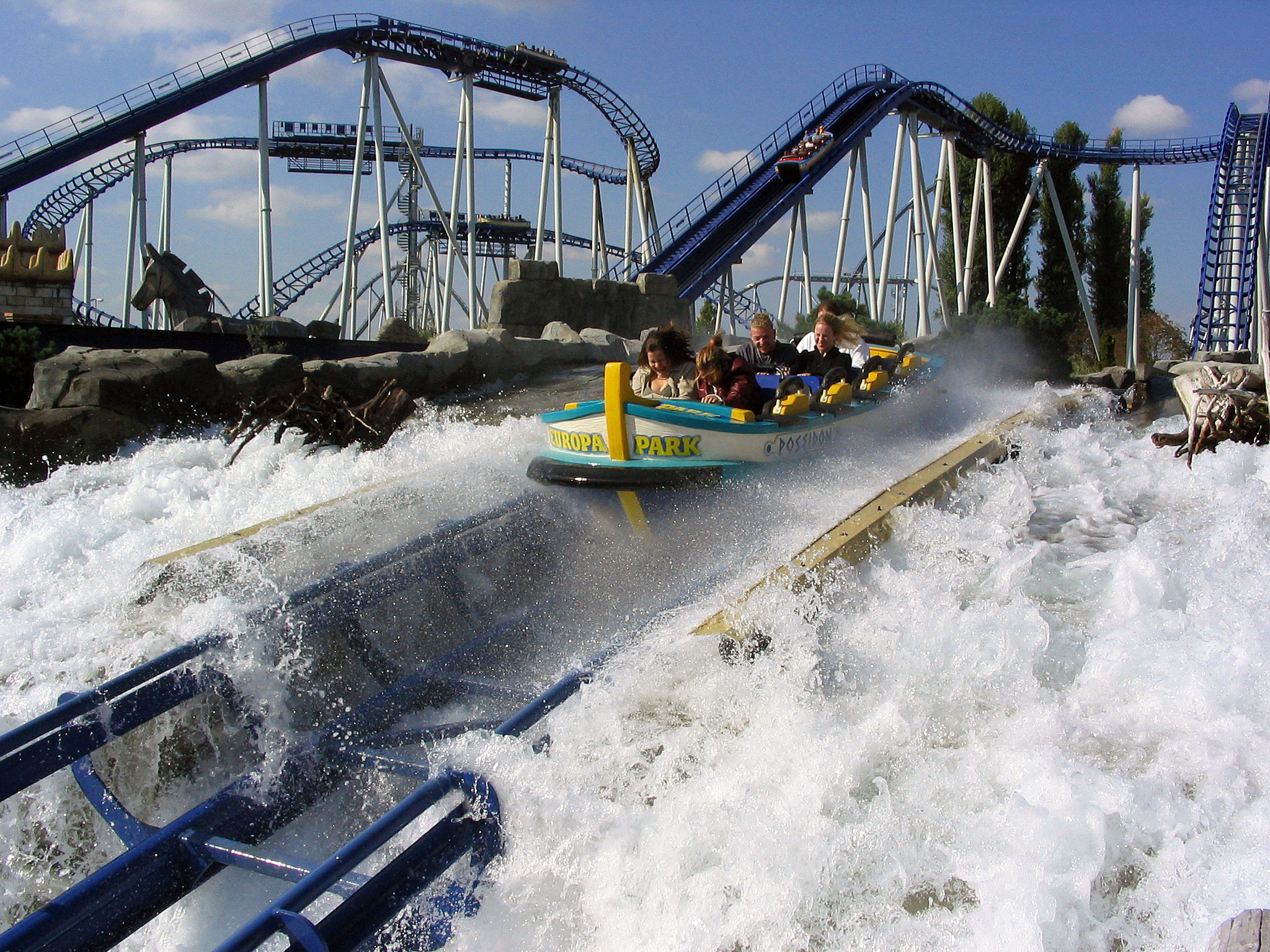
Poseidon im Europa-Park
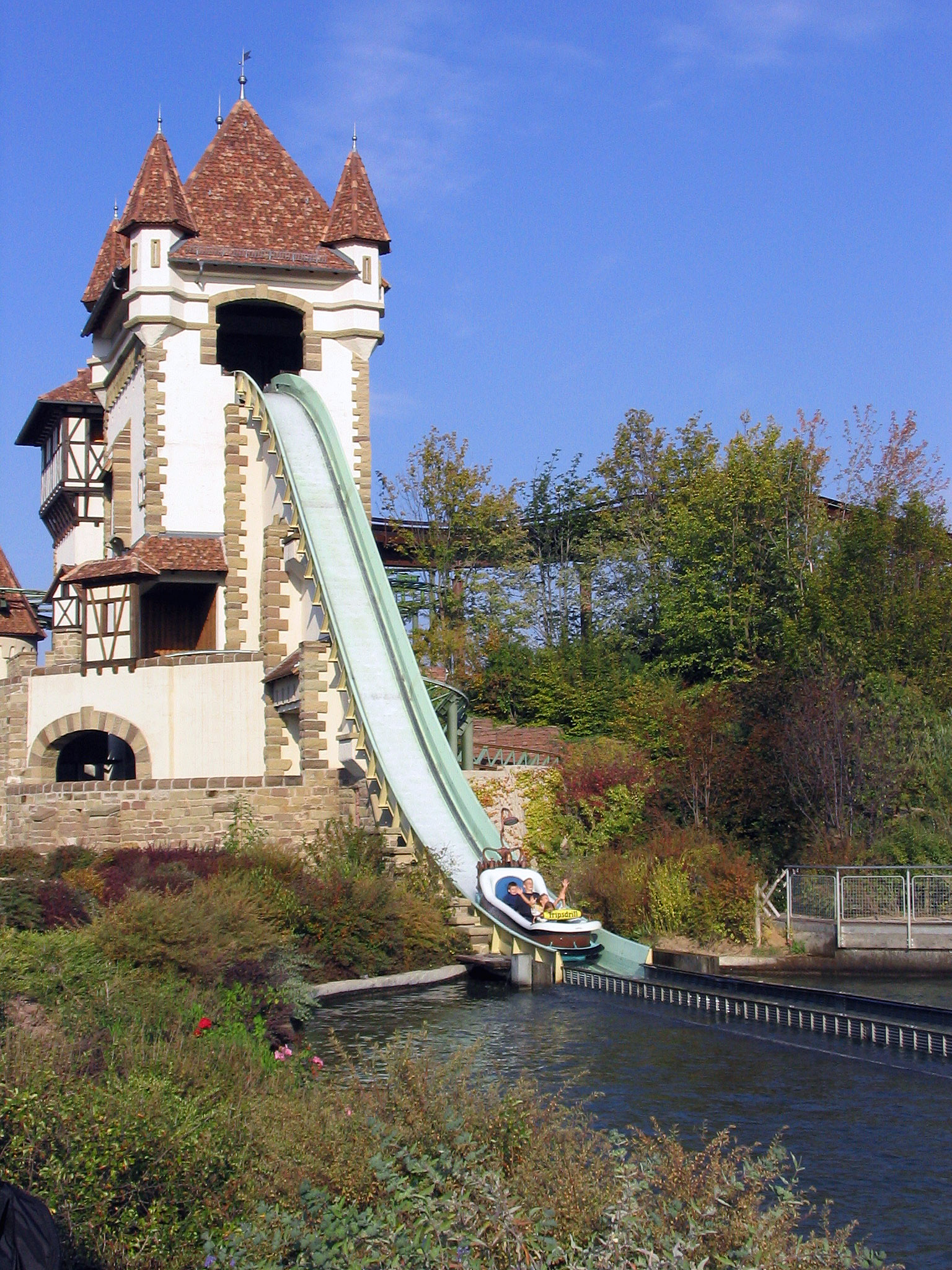
Die Wildwasserbahn im Erlebnispark Tripsdrill
Die Euro-Mir im Europa-Park
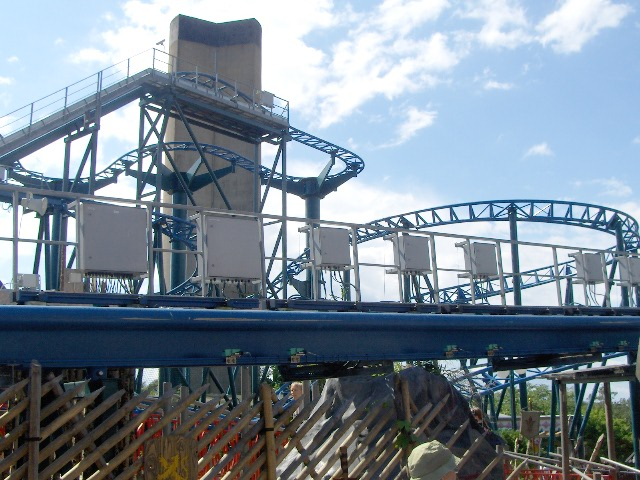
Tulireki im Vergnügungspark Linnanmäki
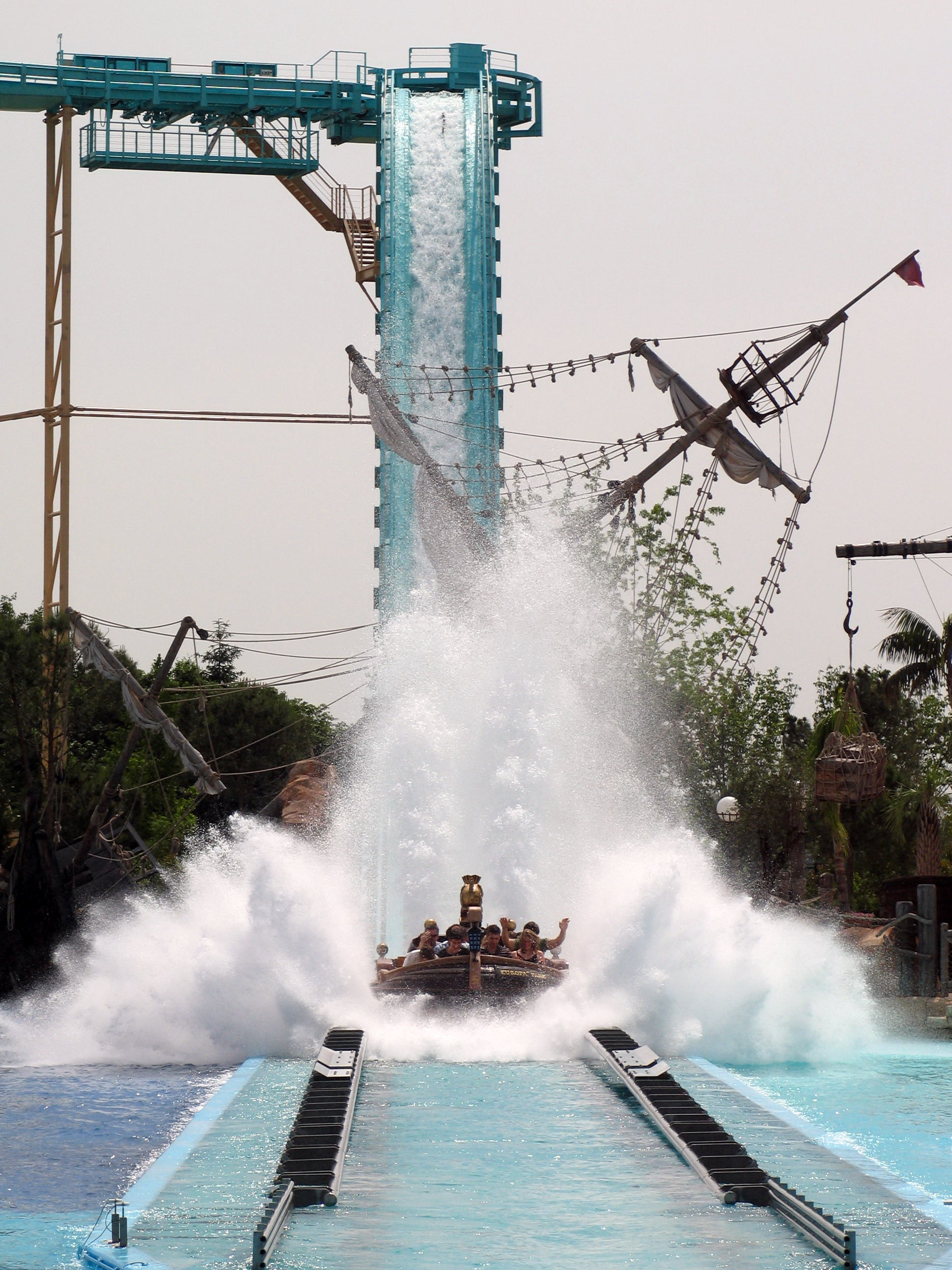
Die Wasserachterbahn Atlantica SuperSplash im Europa-Park
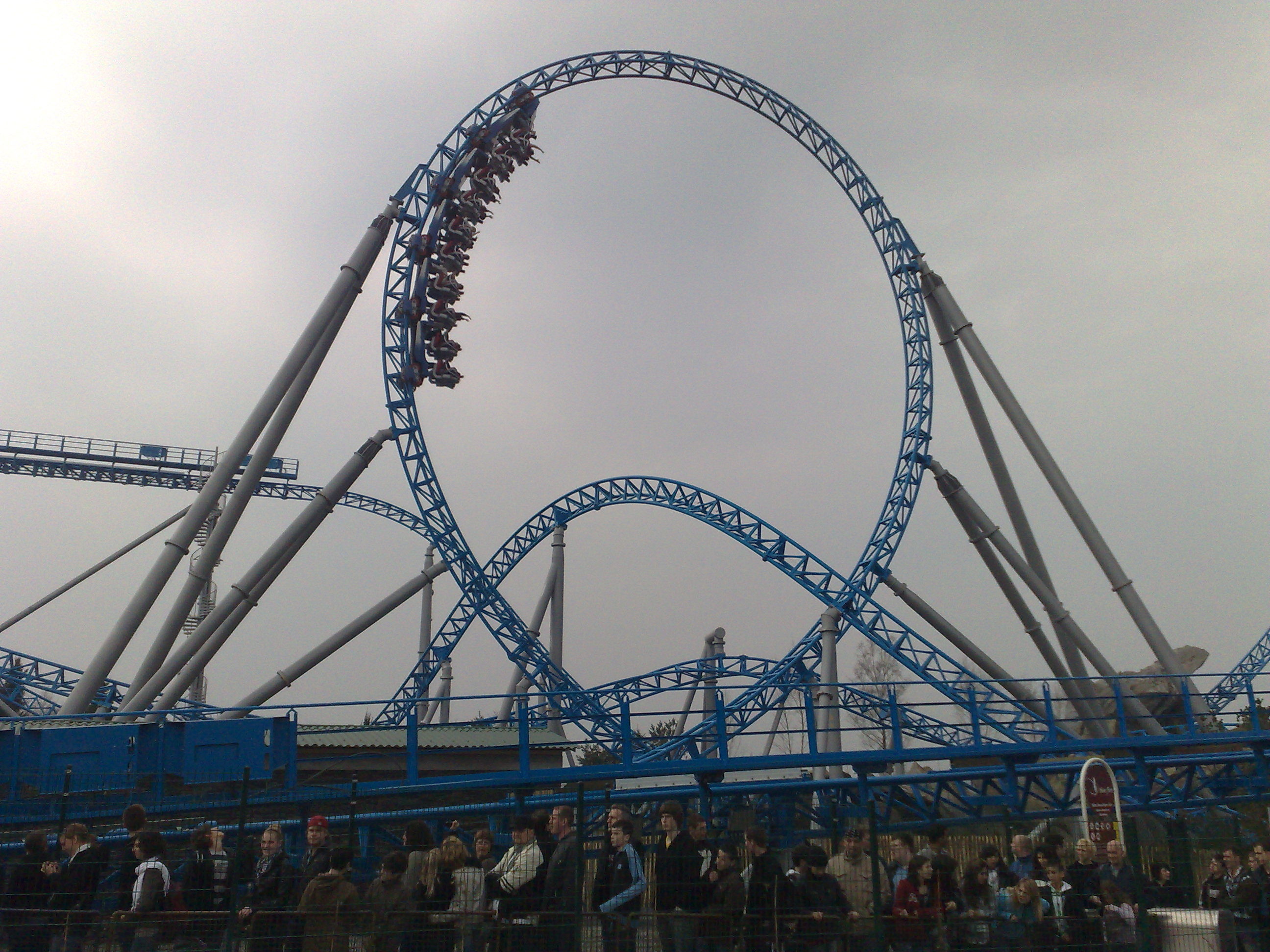
Blue Fire im Europa-Park
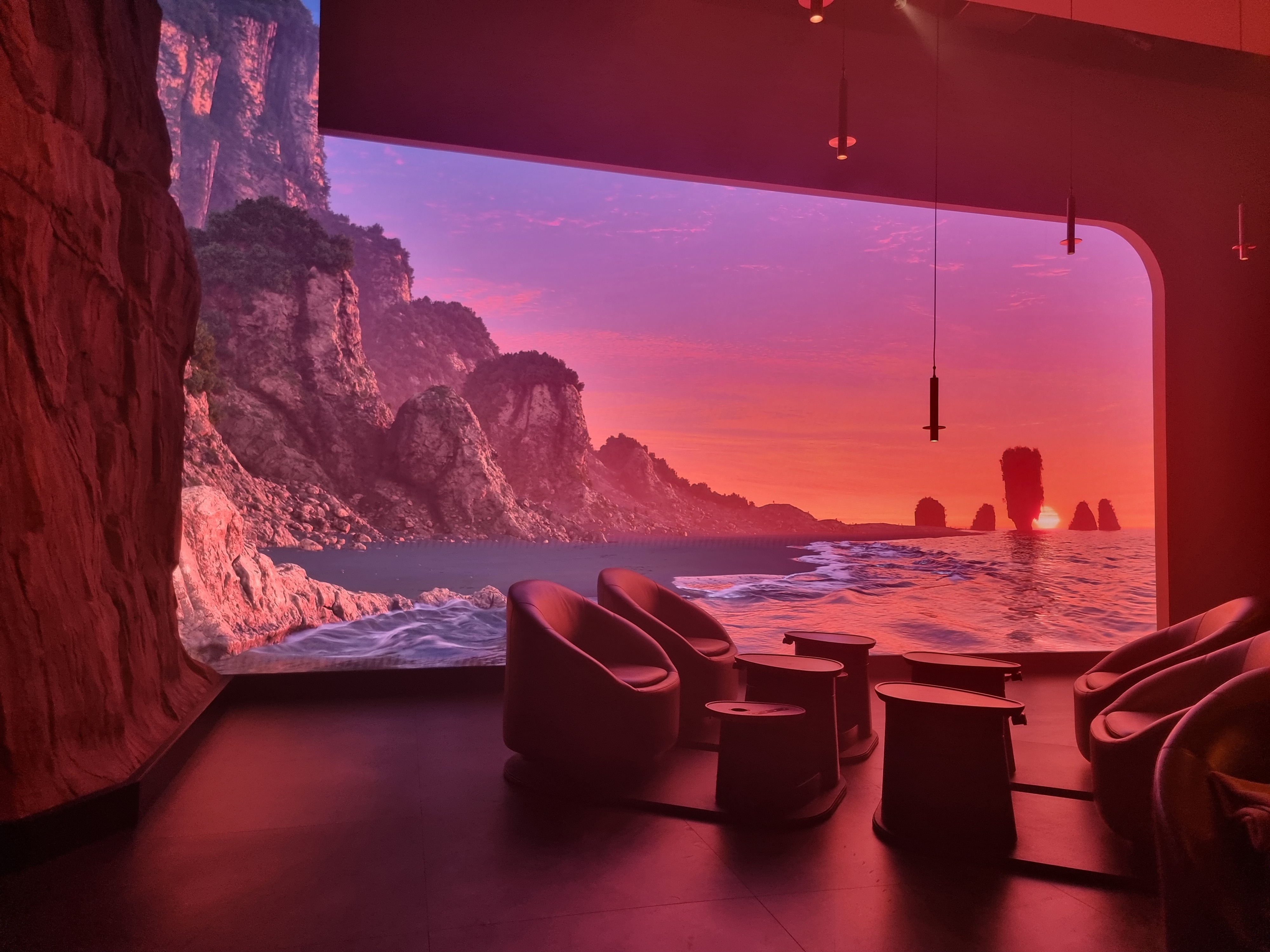
Vier „Floating Chairs“ im Eatrenalin

## Achterbahnen mit eigenem Artikel
- siehe Kategorie:Achterbahn hergestellt von Mack Rides